# حصار الموصل (1743)
في عام 1156 هـ / 1743 م أرسل نادر شاه إلى السلطان العثماني يطلب منه الاعتراف الرسمي بالمذهب الجعفري ضمن المذاهب المعترف بها في داخل الدولة العثمانية فما كان من السلطان العثماني إلا برفض طلب نادر شاه[إخفاق التحقق] وما أن وصل هذا الجواب لنادر شاه حتى اتخذ نادر شاه من جواب السلطان على رسالته بعدم الاعتراف بالمذهب الجعفري ذريعة لإعلان حالة الحرب بين الدولتين. عندها توجه نادر شاه بجيشه نحو العراق وعبر نادر شاه بجيشه الحدود بالقرب من بلدة مندلي وإتجه صوب مدينة الموصل وقبل وصول جيش نادر شاه إلى كركوك بعث والي الموصل حسين باشا الجليلي إلى قصبات الموصل بخديدا وقره قوش يطلب فيها من سكانها إرسال كل مايملكون من حنطة وشعير وتبن وخشب مع باقي أثقالهم وأموال ومواشي وكذلك النساء والأكفال إلى الموصل.
وقد اجتاح نادر شاه بلدة كركوك بعد حصار دام عشرة أيام وقام أيضا باجتياح اربيل بعد بعد حصار دام عدة أيام.
كان لقرار والي الموصل بالإبقاء على افراد اسرته في المدينة وعدم إخراجهم منها اثر كبير في نفوس الأهالي وفي يوم 14 أيلول - سبتمبر وصل نادر شاه إلى مدينة الموصل. وطوقها وتقدم بثلاثمائة الف مقاتل ونيف وأحاط بقلعة الموصل باشطابية وسلط نادر شاه ما يقارب 200 مدفع على المدينة ظلت تقصفها ليلا ونهارا
وفي فجر يوم 4 تشرين الأول 1743 أمر نادر شاه بالهجوم العام على المدينة فاخذ الألوف من جنوده يتسلقون الأسوار بواسطة السلالم.كما بدأ العدو بتفجير الألغام تحت الأسوار وحاولت المدفعية إحداث ثغرات في السور عند البرج الرئيس (باشطابية) إلا أن جيش نادر شاه قد فشل في محاولة الاقتحام بعد أن تصدى الموصليون لجيشه اضطر بعدها نادر شاه من أن يطلب الصلح مع أهل الموصل فأرسل والي الموصل اليه وفدا لمفاوضته مؤلفا من ثلاث رجال هم قاضي الموصل وعلى افندي الغلامي مفتي الشافعية بالمدينة وقره مصطفى بك.
وقد استقبل نادر شاه الوفد المرسل من قبل حسين باشا الجليلي بحفاوة واثنى عند التقاءه بالوفد على بسالة أهل الموصل في الدفاع عن مدينتهم
وبعد مفاوضات إتفق الفريقان على شروط الصلح وتبادلا الهدايا فيما بينهما وأرسل وبمناسبة عقد الصلح بين الجانبين أرسل والي الموصل حسين باشا الجليلي إلى نادر شاه ثمانية من أفضل من رؤوس جياد الخيل واحسنها وقد تم رفع الحصار عن المدينة في يوم 23 تشرين الأول - أكتوبر من نفس العام بعد توقيع الصلح
وقد أرخ خليل بن علي البصير لهذه الواقعة قائلاً: